# Stelligera mutilus
Stelligera mutilus är en svampdjursart som först beskrevs av Topsent 1928.  Stelligera mutilus ingår i släktet Stelligera och familjen Hemiasterellidae. Inga underarter finns listade i Catalogue of Life.